# Adeganha
Adeganha is een plaats (freguesia) in de Portugese gemeente Torre de Moncorvo en telt 447 inwoners (2001).